# Portland Club (Londyn)
Portland Club – londyński klub karciany. W klubie opracowano i skodyfikowano zasady poprzedników brydża – wista i okszena.

## Historia
Klub powstał w 1815 jako Stratford Club, został przemianowany na Portland Club w 1825. W Portland Club i amerykańskim Whist Club opracowano i skodyfikowany zasady gier, z których wywodzi się współczesny brydż – wista i okszena. Pierwsze skodyfikowane zasady wista opracowane w Portland Club pochodzą z 1895, okszena z 1908/09, a współczesnego brydża, opracowane wspólnie z Whist Club, z 1932.
Współcześnie obowiązek ustalania zasad brydża sportowego należy do World Bridge Federation, ale Portland Club jest tradycyjnie jedną ze stron biorących udział w procesie ich powstawanie.
Współcześnie Portland Club mieści w 69 Brook Street, Londyn, W1Y 2ER.